# Kanton Aureilhan
Der Kanton Aureilhan ist seit 1973 ein französischer Wahlkreis im Arrondissement Tarbes im Département Hautes-Pyrénées in der Region Okzitanien; sein Hauptort ist Aureilhan.

## Geografie
Der Kanton liegt in der nördlichen Hälfte des Départements östlich der Stadt Tarbes.

### Gemeinden
Der Kanton besteht aus drei Gemeinden mit insgesamt 16.235 Einwohnern (Stand: 1. Januar 2022) auf einer Gesamtfläche von 19,63 km²:
| Gemeinde         | Einwohner 1. Januar 2022 | Fläche km² | Dichte Einw./km² | Code INSEE | Postleitzahl |
| ---------------- | ------------------------ | ---------- | ---------------- | ---------- | ------------ |
| Aureilhan        | 8.033                    | 9,44       | 851              | 65047      | 65800        |
| Séméac           | 5.202                    | 6,29       | 827              | 65417      | 65600        |
| Soues            | 3.000                    | 3,90       | 769              | 65433      | 65430        |
| Kanton Aureilhan | 16.235                   | 19,63      | 827              | 6501       | –            |

Bis zur landesweiten Neuordnung der französischen Kantone im März 2015 gehörten zum Kanton Aureilhan die vier Gemeinden Aureilhan, Bours, Chis und Orleix. Sein Zuschnitt entsprach einer Fläche von 26,14 km2. Er besaß vor 2015 einen anderen INSEE-Code als heute, nämlich 6521.

## Geschichte
Der Kanton entstand im Jahr 1973 aus Teilen der damaligen Kantone Tarbes-Nord und Tarbes-Sud und bestand von 1973 bis 1982 aus 15 Gemeinden. Am 20. Januar 1982 wurde er durch die Gründung des neuen Kantons Bordères-sur-l’Échez verkleinert. Bei der Neugliederung der Kantone im Jahr 2015 wechselten Bours, Chis und Orleix zu anderen Kantonen. Zum gleichen Zeitpunkt kamen die Gemeinden Séméac und Soues zum Kanton Aureilhan.

### Bevölkerungsentwicklung
| Jahr          | 1962 | 1968 | 1975 | 1982 | 1990 | 1999   | 2006   | 2012   | 2020   |
| Einwohner     | 6861 | 7988 | 9777 | 9607 | 9791 | 10.078 | 10.129 | 11.044 | 16.144 |
| Quelle: INSEE |      |      |      |      |      |        |        |        |        |

## Politik
Im 1. Wahlgang am 22. März 2015 erreichte keines der fünf Kandidatenpaare die absolute Mehrheit. Bei der Stichwahl am 29. März 2015 gewann das Gespann Jean Glavany/Geneviève Isson (beide PS) gegen Emilie Favaro/Michel Ricaud (beide FN) mit einem Stimmenanteil von 70,54 % (Wahlbeteiligung: 53,87 %).
Seit 1973 hatte der Kanton folgende Abgeordnete im Rat des Départements:
| Vertreter im conseil général (1) des Départements | Vertreter im conseil général (1) des Départements | Vertreter im conseil général (1) des Départements |
| Amtszeit                                          | Name                                              | Partei                                            |
| ------------------------------------------------- | ------------------------------------------------- | ------------------------------------------------- |
| 1973–1985                                         | Roger Paul                                        | PCF                                               |
| 1985–1992                                         | Pierre-Henri Lacaze                               | PS                                                |
| 1992–1993                                         | Jean-Marie Simonnet                               | RPR (2)                                           |
| 1993–1998                                         | Pierre-Henri Lacaze                               | PS                                                |
| 1998–2011                                         | Pierre Dussert                                    | PS                                                |
| 2011–2015                                         | Jean Glavany                                      | PS                                                |
| 2015–                                             | Jean Glavany Geneviève Isson                      | PS                                                |

(1) seit 2015 Departementrat (2) Wahl annulliert